# Центральний банк Гамбії
Центральний банк Гамбії (англ. Central bank of the Gambia) — центральний банк Республіки Гамбія.

## Історія
До середини XIX століття основним платіжним засобом були раковини каурі. До кінця 80-х років XIX століття основним платіжним засобом стали срібні монети, в основному — французькі 5 франків.
У 1892 році Африканська банківська корпорація відкрила в Лагосі (Нігерія) своє відділення, на яке був покладений обов'язок по випуску в звернення в Гамбії британських грошей. У 1894 році цей обов'язок був переданий Банку Британської Західної Африки. Наприкінці 1917 року в Гамбії був почат випуск в обіг банкнот Західно-Африканської валютної ради (West African Currency Board), що знаходилася в Лондоні і здійснювала випуск західноафриканського фунта, — загальної валюти британських колоній в Західній Африці.
13 травня 1964 року була заснована і 1 жовтня того ж року почала операції Валютна рада Гамбії (Gambia Currency Board), що отримала право емісії фунта Гамбії.
1 вересня 1971 року почав операції Центральний банк Гамбії.